# Kasik
Kasik je termín označující indiánského náčelníka v období conquisty a španělského koloniálního panství v karibské oblasti a v Novém Španělsku. V latinskoamerických zemích a ve Španělsku je v současnosti označením pro vlivné regionální politiky.
Výraz pochází z taínštiny (jazyk indiánů na Hispaniole), v mayské oblasti se používal termín batab, v Jižní Americe kuraka, nebo lonco.

## Původ
Termín se poprvé objevuje v Kolumbově lodním deníku v záznamu ze 17. prosince 1492. Indiáni na Hispaniole tak nazývali své náčelníky. Španělští autoři raného novověku užívali jako synonyma výrazy seňor, pán, král.

## Usus
Slovo kasik (stejně jako řada dalších výrazů z jazyka Taínů, žijících na Hispaniole a na Kubě, například bahío - chatrč, chýše, hamaka - závěsná bavlněná síť na spaní aj.) se brzy vžilo a Španělé ho začali používat k označení indiánských náčelníků na celé americké pevnině.

## Jiná označení indiánských panovníků a šlechticů

### Batab
Na Yucatánu a v dalších oblastech Mayské civilizace se těmto zprostředkovatelům kontaktů s kolonizátory říkalo také mayským termínem batab, kterýžto termín původně označoval správního úředníka v předkolumbovských mayských státech. Batabové zodpovídali za prosazování španělských zákonů, za vybírání tributů a zajišťování pracovních sil.

### Kuraka
V Peru se nižší a vyšší náčelníci (státní funkcionáři) nazývali kečujským slovem kuraka. Politickosprávní struktura říše byla založena na desítkovém systému: 10 dělníků kontroloval předák, 10 předáků řídil dohlížitel (pakaka kuraka), 10 dohlížitelů, jimž podléhalo 1000 lidí, kontroloval „pán“, který byl zároveň jakýmsi starostou obce. Tímto způsobem pokračovala úřednická hierarchie přes náčelníka kmene (hono kuraka) k správci oblasti, k místodržícímu jednoho ze čtyř dílů říše až k panovníkovi, nazývanému inka.

### Lonco
Další z kmenů Andské oblast jižní Ameriky Mapučové (Araukánci), obývající jižní polovinu Chile a jihozápadní Argentinu, měli také své vlastní označení kmenového vůdce. Výraz lonco označoval hlavu jednotlivých rodinných skupin, mající pravděpodobně společného předka a které si vzájemně vypomáhají. V dobách ohrožení se scházel sněm všech předáků (lonků) a volil si jednoho vojenského velitele, jakého si „imperátora“, kterého nazývali označením toqui.